# Cautários
Os cautários foram um grupo indígena, atualmente considerado extinto, que habitava as margens dos rios Guaporé e Cautário, ambos no estado brasileiro de Rondônia.